# SNMP
Simple Network Management Protocol (SNMP) е протокол за управление на мрежи, част от стека от протоколи TCP/IP. Състои се от набор от стандарти за управление на мрежата, протокол от приложния слой, схема на база данни и набор от обекти за пренос на данни. Описан в Заявление за обсъждане 1089.